# 藤島由芽
藤島 由芽（ふじしま ゆめ、1994年8月30日 - ）は、宮崎放送のアナウンサー。

## 経歴・人物
宮崎県延岡市の出身。宮崎市立生目台中学校・宮崎県立宮崎西高等学校への在学中は、陸上競技（短距離走・ハードル走）の選手として、県内の競技会へ出場していた。
宮崎公立大学人文学部を経て、卒業後の2017年4月1日付で宮崎放送へ入社。学生時代からアナウンサーを志していたが、実際には一般職で採用されたため、入社の当初は秘書を務めていた。ラジオ部のディレクターを経て、2020年4月1日付でアナウンス室へ異動。テレビでは、『Check!』（2021年3月29日から平日の夕方に宮崎ローカルで放送されてい報道・情報番組）のメインキャスターに名を連ねている。

## 担当番組

### テレビ
- Check!
- みらい・みやざき まなび隊
- MRTニュース

### ラジオ
- お父様の夕焼け倶楽部
- ペアラジ！
- スイッチ音♪Time
- MRTニュース

## 関連人物
* 佐藤信長 (俳優) - 中学時代の同級生